# 수단의 국기

수단의 국기 비율 1:2

해군기

대통령기

수단의 국기는 1970년 5월 20일에 제정되었다. 범아랍색인 빨간색, 하얀색, 검은색으로 구성된 세 가지 색의 가로 줄무늬에 깃대 쪽으로 초록색 삼각형이 그려져 있다. 빨간색은 독립 투쟁과 나라를 위해 희생한 순교자들을, 하얀색은 평화를, 검은색은 수단을, 초록색은 이슬람교를 의미한다.
1956년부터 1970년까지는 파란색, 노란색, 초록색으로 구성된 세 가지 색의 가로 줄무늬로 구성된 국기를 사용하였다. 당시의 국기에서 파란색은 나일강을, 노란색은 사하라 사막을, 초록색은 농경지를 의미했다.
2011년 남수단이 분리독립하여 남수단에서는 이 국기 대신 새로운 남수단의 국기로 바뀌었지만 현재까지 이를 유지하고 있다,

## 색상
| 색상 | 초록               | 빨강                | 하양                  | 검정            |
| ---- | ------------------ | ------------------- | --------------------- | --------------- |
| RGB  | 0–114–41 (#007229) | 210–16–52 (#D21034) | 255–255–255 (#FFFFFF) | 0–0–0 (#000000) |

## 과거의 기

마흐디 전쟁 당시의 기 (1881년-1899년)
수단의 국기 (1956년-1970년)
해군기 (1956년-1970년)

## 같이 보기
- 수단의 국장
- 남수단의 국기
- 이집트의 국기
- 시리아의 국기
- 이라크의 국기
- 예멘의 국기